# آلن فوگان
آلن فوگان (انگلیسی: Alan Foggon؛ زادهٔ ۲۳ فوریهٔ ۱۹۵۰) بازیکن فوتبال اهل بریتانیا است.
از باشگاه‌هایی که در آن بازی کرده‌است می‌توان به باشگاه فوتبال نیوکاسل یونایتد، باشگاه فوتبال هارتل پول یونایتد، باشگاه فوتبال ساوتند یونایتد، باشگاه فوتبال ویتلی بای، باشگاه فوتبال منچستر یونایتد، باشگاه فوتبال میدلزبرو، باشگاه فوتبال ساندرلند، و باشگاه فوتبال کاردیف سیتی اشاره کرد.